# Hymenodiscus armillata
Hymenodiscus armillata är en sjöstjärneart som först beskrevs av Percy Sladen 1889.  Hymenodiscus armillata ingår i släktet Hymenodiscus och familjen Brisingidae. Inga underarter finns listade i Catalogue of Life.